# Sunset Beach, Oregon
Sunset Beach là một cộng đồng chưa hợp nhất nhỏ, nằm giữa hai thành phố Seaside và Warrenton trong Quận Clatsop tại tiểu bang Oregon, Hoa Kỳ. Sunset Beach nằm giữa Quốc lộ Hoa Kỳ 101, Hồ Neacoxie và Thái Bình Dương. Nó phục vụ như nơi cận bắc nhất để đến cộng đồng khu nghỉ ngơi Surf Pines, và làm nơi lối giao thông ra bờ biển cho các loại xe có động cơ. "Đường mòn từ Đồn ra Biển" men theo lộ trình mà đoàn thám hiểm của Lewis và Clark đã đi qua trước đây từ Đồn Clatsop đến Thái Bình Dương, kết thúc tại lối vào bãi biển.
Điểm có lối vào bãi biển là nơi xảy ra một vụ giết chết hai người nổi tiếng trong thập niên 1980. Vụ giết người này là ngẫu hứng dựng lên thành bộ phim Natural Born Killers.